# Нижняя Слудка (Нижегородская область)
Нижняя Слудка — деревня в составе Макарьевского сельсовета Ветлужского района Нижегородской области.
Располагается на правом берегу реки Ветлуги.
По данным на 1999 год, численность населения составляла 4 чел.